# Musée du Terroir de Loches
 (avril 2016).
Si vous disposez d'ouvrages ou d'articles de référence ou si vous connaissez des sites web de qualité traitant du thème abordé ici, merci de compléter l'article en donnant les références utiles à sa vérifiabilité et en les liant à la section « Notes et références ».

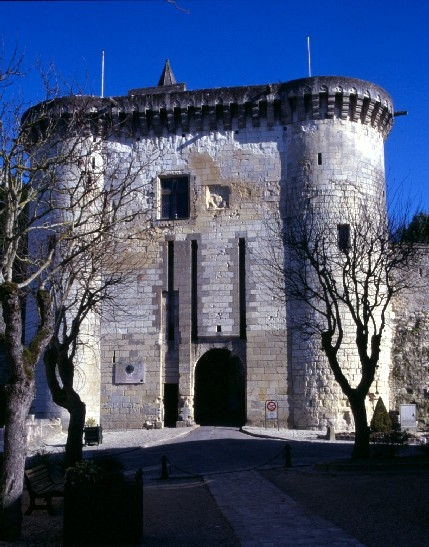
La Porte Royale de Loches.

Le musée du Terroir de Loches a été créé par le folkloriste et écrivain, Jacques-Marie Rougé en 1925. Situé dans la Porte Royale de la citadelle de Loches, il reconstituait un intérieur tourangeau du XIXe siècle mais est aujourd'hui fermé au public et il est prévu de remettre en valeur sa collection pour le rouvrir au public.